# Сельское поселение Арзамасцевка
Сельское поселение Арзамасцевка — муниципальное образование в Богатовском районе Самарской области.
Административный центр — село Арзамасцевка.

## Административное устройство
В состав сельского поселения Арзамасцевка входят:
- село Арзамасцевка,
- село Аверьяновка,
- село Беловка,
- село Знаменка,
- посёлок Бирюковка,
- посёлок Кузьминовка,
- посёлок Кутулукский,
- посёлок Мичуриновка.